# Sainte-Anne-de-Sabrevois
Pour les articles homonymes, voir Sainte-Anne et Sabrevois.
Sainte-Anne-de-Sabrevois, également appelée couramment Sabrevois et auparavant dénommée Coin-de-Sermonville, est une municipalité de paroisse québécoise, située dans la municipalité régionale de comté du Haut-Richelieu. Le recensement de 2016 y dénombre 2 039 habitants.

## Toponymie
L'origine de la dénomination Sabrevois remonte à Charles, sieur de Sabrevois (1699-1774), lieutenant des troupes de la marine, à qui on avait concédé une seigneurie. Pour ce qui est de l'hagionyme Sainte-Anne, il est expliqué par l'ancienne dévotion des Québécois pour l'épouse de Saint Joachim et la mère de Marie. 
L'endroit fut également nommé Coin-de-Sermonville (1867) pour commémorer la branche familiale Sabrevois de Sermonville du premier seigneur.

## Histoire
Un officier français, Jacques-Charles de Sabrevois, fut le premier à porter ce nom en Nouvelle-France, arrivé vers 1685. Il épousa Jeanne Boucher, fille de Pierre Boucher, seigneur de Boucherville. Leur fils Charles obtint en 1733 la seigneurie de Sabrevois, mais sans la développer, poursuivant une carrière militaire. Il quitta pour la France après la Guerre de la Conquête. Son frère Clément vendit la seigneurie à un officier anglais, Gabriel Christie, qui la légua à ses fils Napier, puis William. 

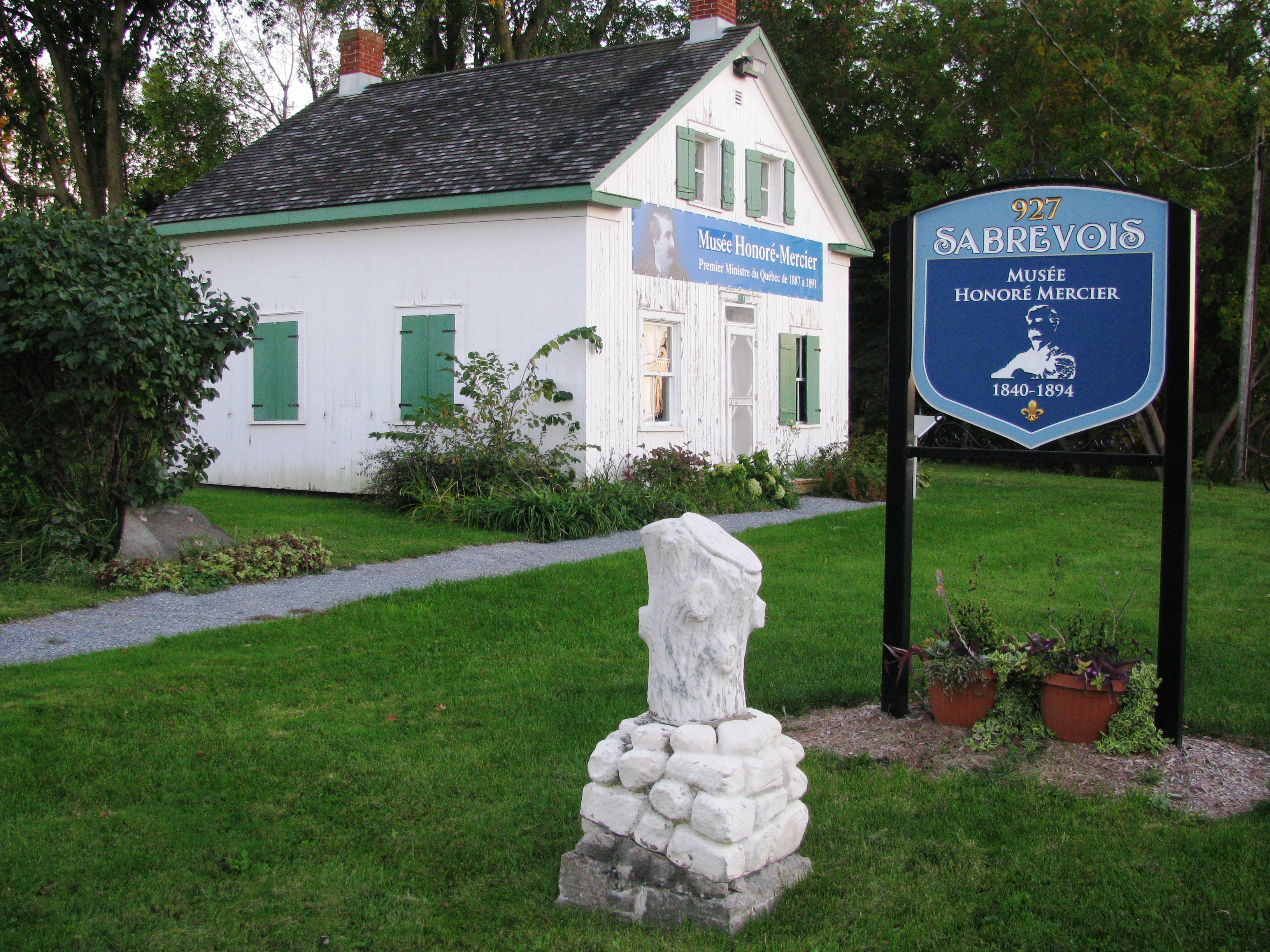
La maison natale de Honoré Mercier.

Le territoire de Sainte-Anne-de-Sabrevois commença à être colonisé en 1809. La Guerre d'indépendance américaine conduira à l'arrivée de nombreuses familles de loyalistes en provenance du New Hampshire. Mais ce ne fut qu'en 1888 que la municipalité de paroisse fut érigée. Durant la Seconde Guerre mondiale plusieurs immigrants provenant de France, Belgique, Suisse et Hollande iront s'installer dans cette municipalité.
L'ancien premier ministre du Québec, Honoré Mercier, y naquit (quoique la municipalité n'ayant pas encore été fondée à l'époque, il est plus exact de dire qu'il est né sur son territoire). Il existe d'ailleurs un  musée Honoré Mercier à Sabrevois.
La municipalité fut gravement touchée par les inondations du bassin du lac Champlain et de la rivière Richelieu en 2011.

### La paroisse catholique[6]
Au début, c'est le curé de la paroisse de Saint-Athanase d'Iberville qui s'occupait des catholiques de la région. Quand la population était suffisante, une première chapelle fut inaugurée le 14 février 1884. Le directeur du Collège d'Iberville y célébrait les offices religieux. La chapelle fut agrandie dès 1885. Le 15 novembre 1887, l'évêque du diocèse de Saint-Hyacinthe crée officiellement la paroisse de Sainte-Anne-de-Sabrevois. Le 16 novembre 1919, un incendie détruit complètement la première église et le presbytère.

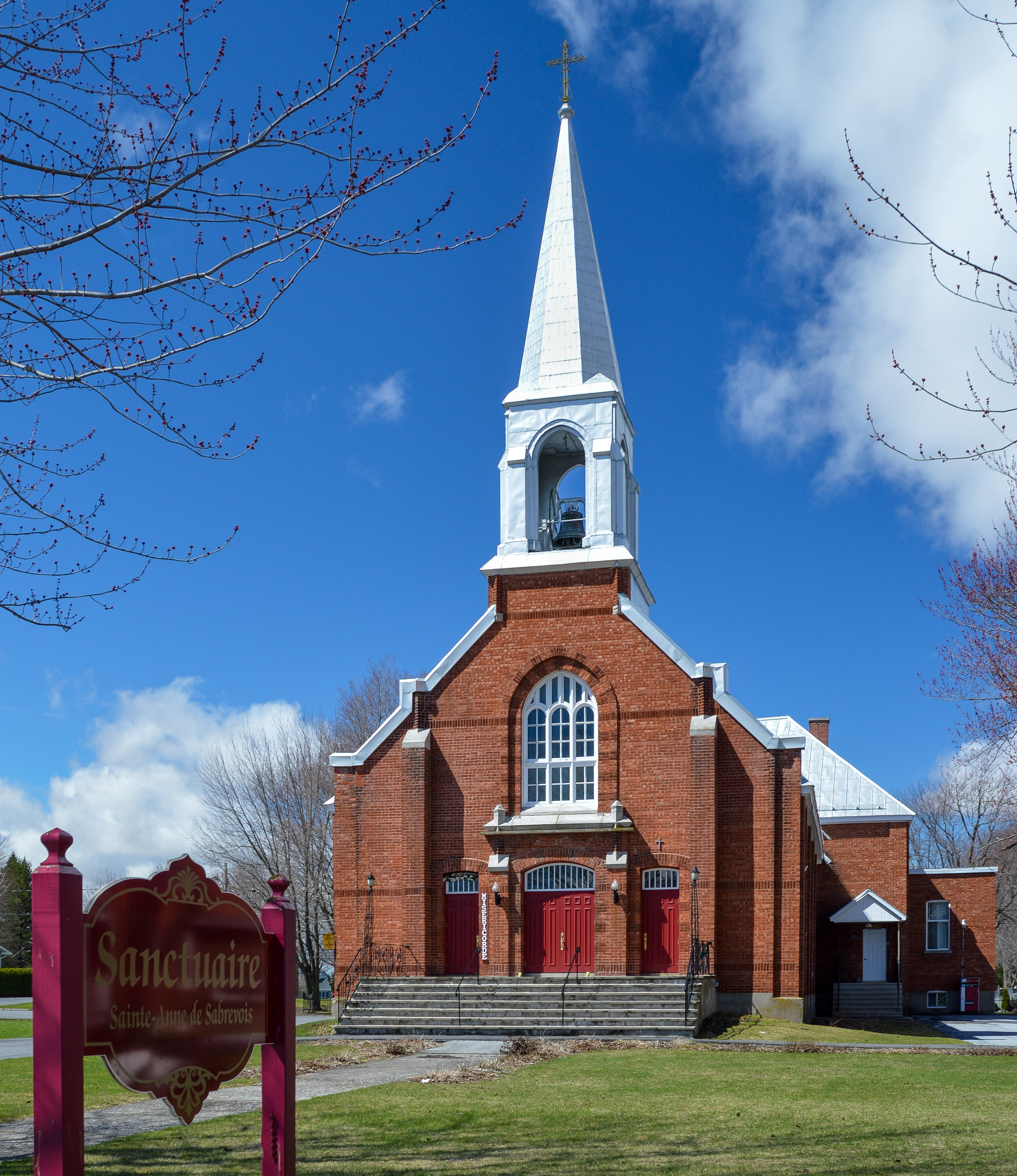
Sanctuaire Sainte-Anne-de-Sabrevois

De nouveaux bâtiments furent vite reconstruits. L'église actuelle fut inaugurée le 18 avril 1921. L'architecte J.A. Turgeon traça les plans, et l'entrepreneur Pierre Trahan réalisa les travaux. En 1931 commencèrent les premiers pèlerinages à Sainte-Anne de Sabrevois, célébrés chaque année en grande pompe le 26 juillet.
En 1943, M. Alfred Wilson, peintre décorateur de Montréal, fut engagé pour restaurer l'intérieur de l'église. En 1946, on acquit un nouvel orgue à tuyau et soufflerie électrique de la compagnie Casavant de Saint-Hyacinthe. En 1948, on installa une nouvelle cloche, de marque «Bolé», qui pesait 967 kilos et donnait la note «fa». En 1961, des verrières provenant des ateliers Rault, de Rennes, enjolivèrent les fenêtres. On installe aussi un nouveau chemin de croix, réalisé par Médard Bourgault, de Saint-Jean-Port-Joli, En 1966, le chœur et le maître-autel furent transformés pour s'adapter au renouveau liturgique.

### Institutions anglicanes[6],[7]
Le major Plenderleath Christie était propriétaire de la seigneurie. Sa veuve fit bâtir l'église anglicane du Messie en 1848. Les murs en pierre grise des champs ont environ 1 m d'épaisseur. L'église a 4 verrières gothiques. La cloche provient de Troy, dans l'état de New-York. Les services religieux étaient bilingues.
En face de l'église, le collège de Sabrevois ouvrit ses portes en 1860. Ce pensionnat offrait l'instruction aux élèves protestants anglophones et francophones, garçons et filles (dans des locaux séparés), jusqu'en 1880.

## Géographie
La rivière Richelieu délimite l'ouest de la municipalité en coulant vers le nord.

## Démographie
| 1991  | 1996  | 2001  | 2006  | 2011  | 2016  | 2021  |
| ----- | ----- | ----- | ----- | ----- | ----- | ----- |
| 1 735 | 1 910 | 1 914 | 1 889 | 2 074 | 2 039 | 2 143 |

### Langue
Langue maternelle (2006)
| Langue              | Population | Pct (%) |
| ------------------- | ---------- | ------- |
| Français seulement  | 1 820      | 97,33 % |
| Anglais seulement   | 25         | 1,34 %  |
| Français et Anglais | 2          | 0,00 %  |
| Autres langues      | 25         | 1,34 %  |

## Administration
Les élections municipales se font en bloc pour le maire et les six conseillers.
| Sainte-Anne-de-Sabrevois Maires depuis 2003                                                                           |                   |                                        |          |
| Élection | Maire             | Qualité                                | Résultat |
| 2003 | Denis Rolland     | Maire depuis 1988                      | Voir     |
| 2005 | Denis Rolland     | Maire depuis 1988                      | Voir     |
| 2009 | Clément Couture   |                                        | Voir     |
| 2013 | Denis Rolland (2) | Décède en fonction en 2017             | Voir     |
| 2017 | Jacques Lavallée  | Maire intérimaire (juin-novembre 2017) | n/a      |
| 2017 | Jacques Lavallée  | Maire intérimaire (juin-novembre 2017) | Voir     |
| 2021 | Jacques Lavallée  | Maire intérimaire (juin-novembre 2017) | Voir     |
| Élection partielle en italique Depuis 2005, les élections sont simultanées dans toutes les municipalités québécoises. |                   |                                        |          |

## Société

### Personnalités
- Gérard Bessette (1920-2005), écrivain
- Honoré Mercier (1840-1894), ancien premier ministre du Québec
- Claude Gauvreau et Pierre Gauvreau y passaient leurs étés vers 1933[6]